# East Springfield
East Springfield es un lugar designado por el censo ubicado en el condado de Jefferson en el estado estadounidense de Ohio. En el Censo de 2020 tenía una población de 185 habitantes y una densidad poblacional de 174,53 habitantes por km². Fue incluido como CDP en el censo de 2020.

## Geografía
East Springfield se encuentra ubicado en las coordenadas 40°26′51″N 80°51′36″O / 40.44750, -80.86000. Según la Oficina del Censo de los Estados Unidos,  tiene una superficie total de 1,06 km², todos correspondientes a tierra firme.